# 구희산
구희산(具熙山, 1950년 1월 19일~)은 대한민국의 언어학자이다.

## 생애
충청북도 옥천 출신으로, 1972년 중앙대학교 영어교육학과를 학사 학위하고, 1978년 《영어교육방법 비교분석》이라는 논문으로 동 대학원 영어영문학과에서 석사학위를 취득한 후, 1983년 인디애나 대학에서 언어학 석사학위를, 1986년 《An Experimental acoustic study of the phonetics of intonation in standard Korean》이라는 논문으로 미국 텍사스 대학(Univ. of Texas at Austin)에서 응용언어학 박사학위를 취득하였다.
1993년부터 1995년까지 한국 언어학회 상임이사, 2000년부터 2001년까지 한국 영어학회 이사, 2001년부터 2002년까지 (사)한국 음성 과학회 회장을 역임하였으며, 2003년 1월부터 (사)한국음성과학회 명예회장으로 있다.
1981년 상지대학교 영어교육과에서 전임강사를 역임했고, 2015년까지 중앙대학교 영어교육학과 교수로 재임했다. 현재 동대 영어교육학과 명예교수이다.

## 저서
- Phonetics & Phonology in English (1990)
- 영어교육론(공저) (1991)
- 언어학개론(공저) (1993)
- 음성언어의 이해(공역)(1995)
- 음성학과 음운론 (공역)(1998)
- 영어음성학(1998)
- 시험에 강해지는 TEPS (공저) (2000)
- 음성과학 (공역) (2000)
- 음성과학 용어 번역사전 (공편) (2001)
- 영어학의 이해(공저)(2002)
- Gimson의 영어발음(각주서)(2003)
- 영어학 입문 (공저) (2007)